# Alagna
Alagna é uma comuna italiana da região da Lombardia, província de Pavia, com cerca de 755 habitantes. Estende-se por uma área de 8 km², tendo uma densidade populacional de 94 hab/km². Faz fronteira com Dorno, Garlasco, Tromello, Valeggio.

## Demografia
| Variação demográfica do município entre 1861 e 2011                               |
|                                                                                   |
| Fonte: Istituto Nazionale di Statistica (ISTAT) - Elaboração gráfica da Wikipedia |